# Codi ATC N01
El  codi ATC N01, descrit com Anestèsics, és una subgrup terapèutic de l'Anatomical, Therapeutic, Chemical Classification System (ATC). La classificació ATC és un sistema de codis alfanumèric desenvolupat per l'Organització Mundial de la Salut (OMS) per als fàrmacs i altres productes sanitaris. El subgrup N01 és part del grup anatòmic N Sistema nerviós.

Els codis per a ús veterinari (codis ATCvet) poden han estat creats afegint la lletra Q davant dels codis ATC humans: QN01... 
Les adaptacions estatals de la classificació ATC poden incloure codis addicionals no presents en aquesta llista, que segueix la versió de l'OMS.

## N01A Anestèsics generals
N01A A Èters
N01A B Hidrocarburs halogenats
N01A F Barbitúrics, monofàrmacs
N01A G Barbitúrics en combinació amb altres drogues
N01A H Anestèsics opioides
N01A X Altres anestèsics generals

## N01BAnestèsics locals
N01B A Èsters de l'àcid aminobenzoic
N01B B Amides
N01B C Èsters de l'àcid benzoic
N01B X Altres anestèsics locals